# Наполеонови войни
С термина Наполеонови войни (на френски: Guerres napoléoniennes) се означават поредицата военни конфликти, водени през управлението на Франция от Наполеон Бонапарт (1804 – 1815). Те са продължение на Френските революционни войни (1792 – 1802), поради което коалициите срещу Франция се номерират от трета до седма. Следователно става дума за пет войни: първите три са спечелени от Наполеон, а останалите две – от противниците му.

## Предистория
Наполеоновите войни са последица от събитията, които се разиграват във Франция от лятото на 1789 г. насетне, известни като Френска революция. Тя започва като всенароден стремеж за разрушаване на абсолютната монархия и замяната ѝ с конституционна. Крал Луи XVI е подложен на унижения и се превръща в заложник на собствените си поданици. Междувременно положението му става несигурно поради това, че настроенията в Париж се радикализират. През юни 1791 г. той се опитва да избяга от страната, но е заловен. Отговорът на останалите европейски държави е израз на съпричастност към нещастния монарх – Пилницката декларация на Австрия и Прусия, в която се отправя апел за въоръжена помощ за френската монархия. С изпреварващ ход на 20 април 1792 г. Франция обявява война на Австрия и Революционните войни започват. Срещу размирната страна бързо се образува европейска коалиция, в която участват Великобритания, Австрия, Прусия, Русия и няколко по-малки държави.
В първата война (1792 – 1797) европейските съюзници навлизат във Франция, за да възстановят монархията, но са спрени в прочутата битка при Валми. Военните действия се изнасят в Австрийска Нидерландия, като французите печелят при Жемап и губят при Неервинден. Анексират Савоя и Ница – територии на Сардинското кралство. Когато якобинците вземат властта през лятото на 1793 г., Лазар Карно организира масова мобилизация. Благодарение на това френската армия бързо нараства и за няколко години надминава един милион войници – повече от която и да било друга държава. Този факт, наличието на талантливи генерали (Келерман, Дюмурие, Моро, Масена) и това, че другите народи в Европа приемат благосклонно французите, които разпространяват идеи за отмяна на крепостното право и премахване на съсловните неравенства,  предопределят чия ще е победата.
През есента на 1793 г. младият корсиканец Наполеон Бонапарт за първи път се прочува като военен. Едва 24-годишен, той става началник на артилерията и изиграва решаваща роля за превземането на крепостта при обсадата на Тулон. На следващата година вече е генерал и командва артилерията на армията в Италия. Първото му самостоятелно назначение е през 1796 г., когато подема кампания в Северна Италия, побеждава австрийците и пиемонтците и сключва мирния договор от Кампо Формио. Така завършва войната на първата антифренска коалиция.
Войната на втората коалиция (1798 – 1802) до голяма степен е диктувана от генерал Бонапарт. Неговата Египетска кампания се проваля, но новите му победи в Италия (Маренго, 1800) се оказват достатъчни за изваждането на Австрия от войната. Този път и Великобритания – досегашен вдъхновител на коалициите – решава да се примири с Франция. С Амиенския договор (25 март 1802) изглежда, че цяла Европа е в мир. Само че са настъпили териториални промени, изцяло в полза на Франция, и това подтиква противниците ѝ към нови военни действия. Франция е анексирала Австрийска Нидерландия, левия бряг на Рейн, Савоя и Ница (твърдейки, че така достига „естествените си граници“), създала е дъщерни републики в Италия, Швейцария и Нидерландия. Възходът на Бонапарт (през 1799 г. става първи консул, през 1802 – пожизнен консул, а през 1804 – император) е предизвикателство, с което монархиите на стария режим не искат да се примирят.

## Цели на воюващите страни

### Цели на Франция
Амбициите на Наполеон Бонапарт са големи. Шеметното му издигане до императорската титла и победите на бойното поле го мотивират да гради мащабни планове за бъдещето на Европа, в която Франция да играе водеща роля. Образуването на Хелветската, Батавската, Цизалпийската и Лигурската република вече показва, че страната не се задоволява с „естествените си граници“. Още повече, с тях се нарушават всички досегашни принципи на легитимизма. Така става ясно, че Франция се съобразява със съвсем различни принципи на международната политика – принципи, мотивирани от националните, а не от династичните интереси.
Според Наполеон германските земи трябва да се реорганизират в по-големи държавни образувания, а Свещената римска империя – да се ликвидира. Австрия и Прусия да се сведат до второстепенни държави, а Полша да се възстанови под някаква форма. Като най-сериозен враг Наполеон вижда Великобритания, чиито пари и силен флот са достатъчни, за да се създават нови и нови коалиции и да се пречи на колониалните планове на императора. Ако тя бъде поставена на колене, това според него е достатъчно да се господства в Европа. Другата сила, която той уважава и от която се бои, е Русия. Затова от самото начало показва склонност да си сътрудничи с нея.
В обобщение, Наполеон следва интересите на френската буржоазия за завладяване и контрол над колкото се може повече пазари и своите собствени имперски цели да владее Стария континент. „Франция над всичко“ – това е неговият девиз и оправданието му за външната политика.

### Цели на противниците ѝ
Целта на Австрия, Прусия, Неаполитанското кралство и Русия е проста: да се възстанови старият ред, балансът на силите в международната политика и правилата, по които се е управлявала Европа. Франция да се върне в границите от 1789 г., да възстанови всички обезземлени германски принцове, да се възкачи отново династията на Бурбоните.
С неблагоприятния ход на събитията първоначалните цели се променят, тъй като се приемат за неизпълними. На преден план излиза стремежът за самосъхранение. Що се отнася до Великобритания, Амиенският мир не е достатъчен за нея, тъй като се допуска голямо отстъпление от основни нейни принципи – условния неутралитет на днешните земи на Белгия, откъдето най-лесно може да се атакува острова. Англичаните виждат в променената ситуация шанс да отнемат владения на Испания и Холандия в Америка и Азия и да изградят нова и по-мощна колониална империя.

## Война на Третата коалиция (1805)
Основна статия: Война на Третата коалиция
След коронацията си на 2 декември 1804 г. Наполеон активно се намесва в Германия. Според Люневилския договор принцовете, на които Франция е отнела земи, трябва да бъдат компенсирани със секуларизирани църковни владения. Оказва се, че институциите на Свещената римска империя не могат да се справят с тази задача, поради което френският император става арбитър. Париж се изпълва с германски принцове. Русия е призвана да сподели тази роля, но се оказва изолирана. Наполеон целенасочено фаворизира Прусия и Бавария, за които вярва, че ще привлече на своя страна, докато Австрия е изолирана. Тенденцията е Франция да стане абсолютен хегемон в континентална Европа, което Великобритания не е готова да приеме.
Само година след Амиенския мир отношенията между двамата стари противници са отново открито враждебни. Повод за войната е отказът на англичаните да върнат остров Малта на рицарите йоанити, както предвижда договорът. Французите събират край Булон на брега на Северно море десантна армия, готова да нахлуе при първа възможност. Известна е с името Armée de l'Angletere (Английската армия). Огромен брой военни кораби и товарни баржи са концентрирани от Холандия до Шербур. Испания подкрепя Франция, гневна на продължаващите английски нападения срещу корабите ѝ. Планът е общите сили да отвлекат вниманието на англичаните и да ги примамят в Карибския басейн, после да се върнат бързо.
Съгласно обичайния си принцип, Великобритания решава да създаде нова антифренска коалиция, която да раздели силите на Наполеон. Преговори започват с Австрия и Русия, но взаимното недоверие създава непрекъснати проблеми. Особено се колебае руският цар Александър І, който е повече заинтересуван от ситуацията на Балканите. През септември 1805 г. коалицията все пак придобива завършен вид. Австрия, Русия и Османската империя, щедро финансирани от Лондон, ще трябва да се справят със силната френска армия.
Морските планове на Наполеон се срутват, когато на 21 октомври френско-испанският флот е победен от англичаните при Трафалгар (край южните испански брегове). Адмирал Хорацио Нелсън загива в битката, но успява да осуети замисляното нападение. Това не отчайва императора и той започва кампания против Австрия и Русия, която повече отвсякога показва неговия военен гений. Сухопътните му армии вече са навлезли на германска територия, подкрепени от редица германски принцове и особено от Бавария. Австрийската армия на генерал Мак е обградена при Улм и се предава, след което маршът към Виена става неудържим. Хабсбургската столица пада на 12 ноември без съпротива, а Франц ІІ бяга в Моравия. Там австрийците и руснаците се съединяват, а двамата императори лично се срещат. Събирайки 90 хиляди войници, те са уверени в крайната победа. Споразумяват се да дадат решително сражение на Наполеон на платото при Аустерлиц. Той внимателно изследва мястото и възможностите, които предлага. Умишлено подвежда противниците си, че е изпаднал в безпътица. В деня на битката (2 декември 1805) успява да разтегли силите им и да ги победи една по една. Част от руските войски затъват в околните блата и се предават. Почти 30 000 са убитите и пленените съюзници. Тази „битка на тримата императори“ е най-големият триумф на Наполеон. Тя слага край и на войната, принуждавайки Австрия да капитулира, а руснаците да се оттеглят безславно на изток. Според мирния договор от Пресбург (дн. Братислава) Австрия отстъпва на Бавария, Вюртемберг и Баден част от земите си (включително цял Тирол), губи излаза си на море и обещава да плати 40 млн. франка контрибуция.

## Война на Четвъртата коалиция (1806 – 1807)
Основна статия: Война на Четвъртата коалиция
Поражението на Австрия не поставя край на военните действия на Наполеон против Великобритания и Русия. То обаче го превръща в господар на положението в централна Европа. Ето защо той решително осъществява идеята си след 840-годишно съществуване да разпусне Свещената римска империя. На 11 август 1806 г. Франц ІІ се обявява за император на Австрия под името Франц І. В освободения вакуум французите създават Рейнската конфедерация – тяхна васална държава, която им осигурява лесен контрол в германските земи.
Този ход на френския император шокира прусаците, които виждат влиянието си в Германия сведено до нула. Прусия открито започва да се готви за война и на 1 октомври 1806 г. отправя ултиматум към Наполеон да напусне с войските си цяла Германия. Фридрих-Вилхелм II не съгласува това с руснаците, в резултат на което те не могат да пристигнат навреме на помощ. От своя страна Наполеон не се бави и веднага тръгва от Бавария на север. Великата армия се движи в три колони, на фронт от 50 км и напредва с по 25 км на ден. Кавалерията се движи напред, за да предотврати изненади. Толкова бързо достига тя пруските територии, че не позволява идването на руснаците и се озовава в близост до Берлин преди прусаците да се опомнят. Наполеон отделя част от войниците под командата на маршал Даву, а с основните сили (100 000 д.) разбива една пруска армия при Йена (14 октомври). По същото време 63 000 прусаци нападат 27 000 французи на Даву при Ауерщед, но не успяват да ги отблъснат. Когато научават за събитията при Йена, те отстъпват, Даву контраатакува, а друга войскова част начело с Бернадот отрязва пътя им за отстъпление. Двете битки костват на Прусия 25 000 убити и още толкова пленени. Кралят бяга на изток, под закрилата на руснаците, а победоносните французи влизат в Берлин.
Там на 21 октомври Наполеон подписва указ за създаването на континенталната блокада на Англия. Смисълът на това начинание е да се затворят всички континентални пристанища за английските кораби и така да се съсипе търговията им. Първоначално ефектът сякаш е постигнат, но с времето блокадата започва да се нарушава, а европейските народи също страдат от търговските ограничения. В крайна сметка тя не постига целта си да принуди Великобритания към мир.
В началото на 1807 г. Наполеон се придвижва към Източна Прусия и през февруари среща руснаците при Ейлау. Битката на замръзналата земя завършва без явен победител, но армията на Александър І отстъпва. През юни се състои решителният сблъсък. При Фридланд руснаците търпят категорично поражение и търсят мир. Преговорите започват край град Тилзит на брега на река Неман. Пруският крал не е допуснат до разговорите, с което се подчертава фактът, че държавата му вече е второстепенна сила. Тя губи половината си територия и население – както всички земи във Вестфалия (там Наполеон създава кралство за своя брат Жером Бонапарт), така и части от Полша, където се появява Варшавското херцогство. Пруското унижение се допълва с голяма контрибуция, задължението да приеме окупационна армия и да се присъедини към континенталната блокада.

## Война на Петата коалиция (1809)
Основна статия: Война на Петата коалиция
Континенталната блокада въвлича Наполеон в една авантюра, която изтощава силите му и показва, че може да бъде побеждаван. Проблемите започват с Португалия, която е стар английски съюзник. Тя отказва да спазва блокадата и се налага една френска армия да пресече Испания и да я окупира. Неуверен в лоялността на испанските Бурбони и сигурен, че те са твърде слаби, за да му окажат ефективно съдействие, императорът ги сваля и през 1808 г. обявява брат си Жозеф за испански крал. На това испанското население – фанатично и вярно на старите порядки – отвръща с масово въстание. В началото опитите за потушаването му се провалят драматично, налага се личната намеса на Наполеон. Така започва Полуостровната война (1808 – 1814). Англичаните виждат възможност да се намесят и изпращат сухопътни сили, начело с Джон Мур и херцог Уелингтън. През следващите години положението се затяга и никоя от страните не успява да получи надмощие.
Военните действия в Испания не са непосредствена част от Войната на петата коалиция, но я предпоставят. Окуражена от неуспехите на Наполеон, Австрия решава за пореден път да му отправи предизвикателство. В началото на 1809 г. ерцхерцог Карл навлиза с армията си в Бавария. Французите обаче вече са наясно с австрийските планове и реагират навреме. На 16 април императорът пристига в Щутгарт и поема командването на Великата армия. След серия бързи и добре обмислени операции той принуждава противника си да отстъпи и месец по-късно влиза във Виена. Няколко дни по-късно се разиграва битката при Асперн-Еслинг. Той не успява да се прехвърли навреме през Дунав при основните си сили (начело с маршал Лан) и те са разбити. Лан е убит, а Наполеонова Франция търпи първото си голямо поражение.
Наполеон събира 200-хилядна армия и през юни успява да изненада една от двете австрийски армии при Ваграм. С масиран артилерийски огън предизвиква паника в редиците ѝ, след което пехотата нанася решителния удар. Само за един ден австрийците изгубват 45 000 убити и се принуждават да молят за мир. Договорът в Шонбрун отнема от Австрия 3,5 млн. поданици и 300 хил. кв. км земи. Отново оставя Великобритания сама във война с Франция. Започва краткият период на най-голямото френско могъщество в Европа.

## Руска кампания (1812)
В периода 1810 – 1812 г. Наполеон може да извади на бойното поле огромна армия от 450 000 войници – повече отколкото останалите държави взети заедно, като голяма част от хората не са французи, а от съюзните германски и италиански земи.
Кампанията на Наполеон е предшествана от напрежение между Франция и Русия по няколко въпроса. Александър I води политика на усилено превъоръжаване, отнема Финландия от Швеция и Бесарабия от османците. Когато Наполеон анексира Олденбургското херцогство, принадлежащо на вуйчото на царя, Русия отказва да спазва блокадата. Френският император решава да се справи с проблема като смаже противника си с мощен удар в сърцето на неговата сила. Огромната му армия навлиза в Русия през юни 1812 г. Състои се от 200 000 французи, 100 000 от департаментите присъединени след 1789 г., почти 120 000 от Бавария, Саксония, Прусия и Австрия. Така започва Руската кампания, отнела толкова сила и престиж на френския император. Без да даде решително сражение руският главнокомандващ Михаил Кутузов отстъпва навътре в страната, използвайки своята стратегическа дълбочина. Разгаря се партизанска война, а руснаците прилагат и тактика на опожарената земя. Въпреки болестите и изтощението, в битката при Бородино пред Москва (на 7 септември) французите печелят. В резултат най-големият руски град пада в ръцете им.
Това, което трябва да е триумф за Наполеон, започва да се превръща в трагедия. Тактическият ход на Кутузов го поставя в безизходица. „Ваше Величество, влизането на Наполеон в Москва не означава, че Русия е завоювана“, пише руският генерал на царя. Французите заварват мъртъв град, напуснат от почти цялото си население. Още на следващия ден започва огромен пожар, който го изпепелява. Те остават без провизии и без идея как да продължат войната. Три пъти Наполеон пише на Александър с настояване да се върне към блокадата, но отговор няма. Ето защо през октомври започва тежкото завръщане. Руснаците се стремят да насочат французите по пътя, откъдето са дошли. Чрез битката при Малоярославец Наполеон опитва да пробие към Калуга и да навлезе в земи, които не са разорени, но не успява.
Отстъплението е предприето от по-малко от 100 000 души. Чуждите контингенти открито се бунтуват. Гладни и изморени, войниците непрекъснато са нападани от решените да отмъстят руснаци. Ариергардът на маршал Ней показва чудеса от храброст, за да предпази армията. В края на ноември 37 000 души стигат река Березина. С невероятно усилие останките от Великата армия я преминават по понтонни мостове и се спасяват. Загубите обаче са огромни – около 300 000 от нея са загинали. Руснаците дават сходен брой жертви – 250 000. Най-после трагедията приключва, но ситуацията вече е коренно различна.

## Война на Шестата коалиция (1812 – 1814)
Основна статия: Война на шестата коалиция
Причината за тази война е недоволството на голяма част от покорените народи от продължилото с години господство на Наполеон. Бушуващата Полуостровна война, която все така не може да бъде спечелена, също има своето значение за куража на френските врагове. Катастрофалната кампания в Русия показва, че Наполеон може да бъде победен.
Наполеоновата империя е изправена пред всеобщо въстание. През февруари и март 1813 г. Русия, Швеция, Прусия и Великобритания формират Шестата коалиция. Двете страни събират нови армии. Наполеон отново показва забележителна ефективност и разполага с 200 000 нови войници. Качеството на тази армия обаче далеч не отговаря на очакванията. Въпреки че императорът побеждава при Люцен и после при Бауцен, победите му не са убедителни заради липсата на опит у войниците. През август Австрия се присъединява към коалицията. Три съюзнически армии оперират на бойното поле: на генерал Шварценберг с 230 000 д. в Чехия, на генерал Блюхер със 195 000 души в Силезия и на Бернадот (който вече е изоставил Наполеон) – 110 000 прусаци и шведи в Померания. Срещу тях Наполеон има само 300 000, но на добри позиции между Елба и Одер. Зареждат се малки битки с победи и за двете страни. Така се стига до решаващата битка. Тя се състои при Лайпциг между 16 и 19 октомври 1813 г. и е известна с името „Битка на народите“. След четиридневни сражения Наполеон се принуждава да отстъпи. Прави го в добър ред без да е победен, но въпреки това няма друг избор освен да се върне с войниците си в родината си.
През януари 1814 г. инвазията във Франция започва. Това се случва за първи път от 1792 г. Разделени на три колони, съюзниците напредват към Париж. Наполеон отново се изявява като военен гений. Независимо от по-малобройните си сили, той спечелва осем различни малки битки, но с никоя не успява да промени хода на войната. В края на март съпротивата най-после е преодоляна. Блюхер и Бернадот влизат във френската столица, а на 11 април, болен и изморен, Наполеон абдикира. Така войната завършва и той остава на милостта на победителите.

## Война на Седмата коалиция (1815)
Основна статия: Война на седмата коалиция
Победителите изпращат Наполеон на заточение на остров Елба в Средиземно море. Бурбоните са възстановени на френския престол в лицето на Луи XVIII – брат на екзекутирания през 1793 г. Луи XVI. Започва работа Виенският конгрес, където се решава съдбата на Европейският континент. Франция е върната в границите от 1789 г. Работата на дипломатите внезапно е прекъсната, когато идва новината, че Наполеон е избягал от Елба и е влязъл във Франция. Луи ХVІІІ изпраща маршал Ней да го залови, но той минава на страната на императора. Оказва се, че няма кой да спре Наполеон по пътя му към Париж. Взел повторно властта и възстановил императорската си титла, той се готви за война. Така започват прочутите „Сто дни на Наполеон“. Отново идва ред на генералите.
С несравнима енергия и административен гений за три месеца той мобилизира обществото в своя подкрепа. Създава армия от 188 000 души и още 100 000 резерв и гарнизони. Придава ѝ отлична организация и снабдяване. Чувства се обаче липсата на повечето прочути маршали и командните позиции се заемат от офицери с по-скромни качества. Съюзниците (14 държави, начело с Великобритания, Австрия, Прусия и Русия) изпращат армии в Италия, Германия и Нидерландия. През юни Наполеон тръгва срещу силите на Прусия и Великобритания в Нидерландия, които са най-големи. Той бърза с генерално сражение преди пристигането на австрийски подкрепления. На 16-и успява да победи Блюхер при Лини – събитие, което му дава големи надежди. Прусаците обаче извършват обиколна маневра и се съединяват с англичаните на Уелингтън. Така се стига до прочутата битка при Ватерло. Наполеон смята да нападне сутринта, но падналият през нощта дъжд обърква плановете му. За да не затъне кавалерията, той изчаква до обяд. Атаката е стоварена върху частите на Уелингтън и боят се води наравно. В това време Блюхер измамва корпуса на маршал Груши и в решителния момент удря французите по фланга. Те отстъпват с големи загуби. Срещата на Блюхер и Уелингтън отзнаменува победата. Четири дни по-късно Наполеон абдикира окончателно.
Този път съюзниците решават да го изпратят на далечния остров Света Елена в Атлантическия океан. Там той умира през 1821 г.